# Трамвай «Бажання» (фільм, 1951)
«Трамвай „Бажання“» (англ. A Streetcar Named Desire) — художній фільм 1951 року, знятий режисером Еліа Казаном за однойменною п'єсою відомого американського драматурга Теннессі Вільямса.
Фільм належить до найкращих зразків голлівудської класики, поєднуючи епічну манеру повоєнного американського кіно з чудовими акторськими роботами.

## Сюжет
Після довгої розлуки в гості до сестри Стели приїжджає Бланш Дюбуа (Вів'єн Лі), ще досі приваблива своєю в'янучою красою «тонка» натура з нальотом аристократизму. Її одразу ж шокує галаслива обстановка перенаселеного передмістя Нового Орлеану, де мешкає сестра зі своїм чоловіком Стенлі Ковальські (Марлон Брандо). Саме між Бланш та Стенлі, брутальним та прямолінійним пролетарем, вихідцем з Польщі, розгортається основний конфлікт стрічки.

## У ролях
- Вів'єн Лі — Бланш Дюбуа
- Марлон Брандо — Стенлі Ковальські
- Кім Гантер — Стелла Ковальскі
- Карл Молден — Гарольд Мітчел (Мітч)
- Пег Гіліас — Юніс Габбел
- Руді Бонд — Стів Габбел
- Нік Денніс — Пабло Гонсалес
- Річард Геррик
- Мікі Кун — моряк